# Solanum cordioides
Solanum cordioides är en potatisväxtart som beskrevs av Sandra Diane Knapp. Solanum cordioides ingår i släktet skattor som ingår i familjen potatisväxter. Inga underarter finns listade i Catalogue of Life.